# وارهمر ۴۰٬۰۰۰: دارک‌تاید
وارهمر ۴۰٬۰۰۰: دارک‌تاید (به انگلیسی: Warhammer 40,000: Darktide) یک بازی ویدئویی اول شخص در سبک اکشن است که رخدادهای آن در دنیای مجموعه وارهمر ۴۰٬۰۰۰ اتفاق می‌افتد و توسط استودیو سوئدی فتشارک ساخته و منتشر شده است. دارک‌تاید در ۳۰ نوامبر ۲۰۲۲، برای سیستم‌عامل مایکروسافت ویندوز عرضه شد. نسخهٔ سازگار شده این بازی در ۴ اکتبر، ۲۰۲۳ برای کنسول ایکس‌باکس سری اکس/اس، و ۳ دسامبر، ۲۰۲۴ برای پلی‌استیشن ۵ منتشر شد.